# Kang Sang-Hyun
Kang Sang-Hyun es un deportista surcoreano que compite en taekwondo. Ganó una medalla de oro en el Campeonato Mundial de Taekwondo de 2023, en la categoría de –87 kg.

## Palmarés internacional
| Campeonato Mundial | Campeonato Mundial | Campeonato Mundial | Campeonato Mundial |
| Año                | Lugar              | Medalla            | Categoría          |
| ------------------ | ------------------ | ------------------ | ------------------ |
| 2023               | Bakú (Azerbaiyán)  | Medalla de oro     | –87 kg             |